# Бретаріанець
Бретаріанець (праноїд, сонцеїд від англ. breath — дихання) — людина, яка стверджує, що може довгий час обходитися без фізичної їжі та води, або тільки без фізичної їжі.
Прихильники цієї філософії стверджують, що підтримку життєдіяльності організму здійснюється за рахунок прани (життєвої сили в індуїзмі), або, за деякими даними, від енергії сонячного світла (відповідно до Аюрведи, сонячне світло є одним з основних джерел прани).
На даний момент відсутні загальновизнані експериментальні і фактичні дані, що підтверджують подібні твердження.

## Відомі представники
- Прахлад Джані — Індія,
- Гірі Бала — Індія,
- Джасмухін — Австралія,
- Кіра Ратан Манек — Індія,
- Микола Довгорукий — Київ (Запоріжжя), Україна,
- Тереза Нойман (Ньюман) (1898—1962 рр.) — Німеччина. Прожила без їжі 36 років.[1]
- Джеріко Санфаєр (Річард Блекмен) — Флорида, США.
- Галина Ель Шарас — Київ, Україна.

## Критика
Сучасна наука відкидає саму можливість існування подібного явища, оскільки воно суперечить науковим уявленням про принципи життєдіяльності живих істот. Жоден організм в природі не може функціонувати без регулярного надходження речовин, які виконують для цього організму роль джерела енергії та будівельного матеріалу.
Винятком є віруси, але поза клітиною вони не виявляють ознак живих організмів. Рослини створюють органічні речовини з неорганічних (головним чином води і вуглекислого газу) за допомогою світла, проте життєдіяльність людини побудована за зовсім іншими принципами.
У декількох документованих випадках люди, які слідували практикам сонцеїдів, померли від голоду.